# NGC 4410A
NGC 4410A is een spiraalvormig sterrenstelsel in het sterrenbeeld Maagd. Het wordt ook wel NGC 4410-1 genoemd.

## Synoniemen
- NGC 4410-1
- ZWG 70.73
- UGC 7535
- VCC 904
- MCG 2-32-47
- KCPG 335A
- MK 1325
- PGC 40694